# Château de Madame du Barry
Le château de Madame du Barry à Louveciennes (Yvelines), se compose :
- du château proprement dit, construit à la fin du XVIIe siècle par Robert de Cotte, puis agrandi et redécoré probablement par Ange-Jacques Gabriel pour Madame du Barry ;
- d'un pavillon de réception appelé pavillon de musique construit par Claude Nicolas Ledoux ;
- d'un parc qui a été divisé au XIXe siècle.

L'ancien château, son parc, ses fabriques et sa bergerie font l'objet d'un classement au titre des monuments historiques depuis le 26 décembre 1994.

## Histoire

### XVIIesiècle
En 1683, Louis XIV ordonne la construction, à proximité du puisard supérieur de la machine de Marly, à l'intérieur de l'enclos de la machine, d’un pavillon pour servir de logement de fonction à Arnold de Ville, le promoteur de cette installation hydraulique.
Le bâtiment est construit par le jeune Robert de Cotte, futur architecte du roi, qui commence là sa carrière comme simple entrepreneur des Bâtiments du roi. Le marché de construction, signé devant notaire le 4 juillet 1683 entre le ministre Jean-Baptiste Colbert et De Cotte, prévoit que « sera fait un pavillon proche le deuxième puisart, de huit thoises de quaré appliqué au retz-de-chaussée . » 
De Cotte est aussi chargé de construire le réservoir des puisards supérieurs et la grande tour de l'aqueduc de Louveciennes. Les Comptes des Bâtiments du roi publiés par Jules Guiffrey précisent que, pour tous ses travaux à la machine, Robert de Cotte touche 93 590 livres 4 sols dont au moins 46 105 livres 2 sols pour le seul pavillon.
Ce pavillon de Louveciennes est donc la première œuvre connue de Robert de Cotte.
De 1683 jusqu'à sa mort en 1722, ce pavillon est affecté comme logement de fonction à Arnold de Ville, au titre de gouverneur de la machine de Marly, qui meuble le pavillon avec goût, organisant même un cabinet de peintures avec des œuvres de Raphael, Holbein, Van Dyck, Le Brun.

### XVIIIesiècle

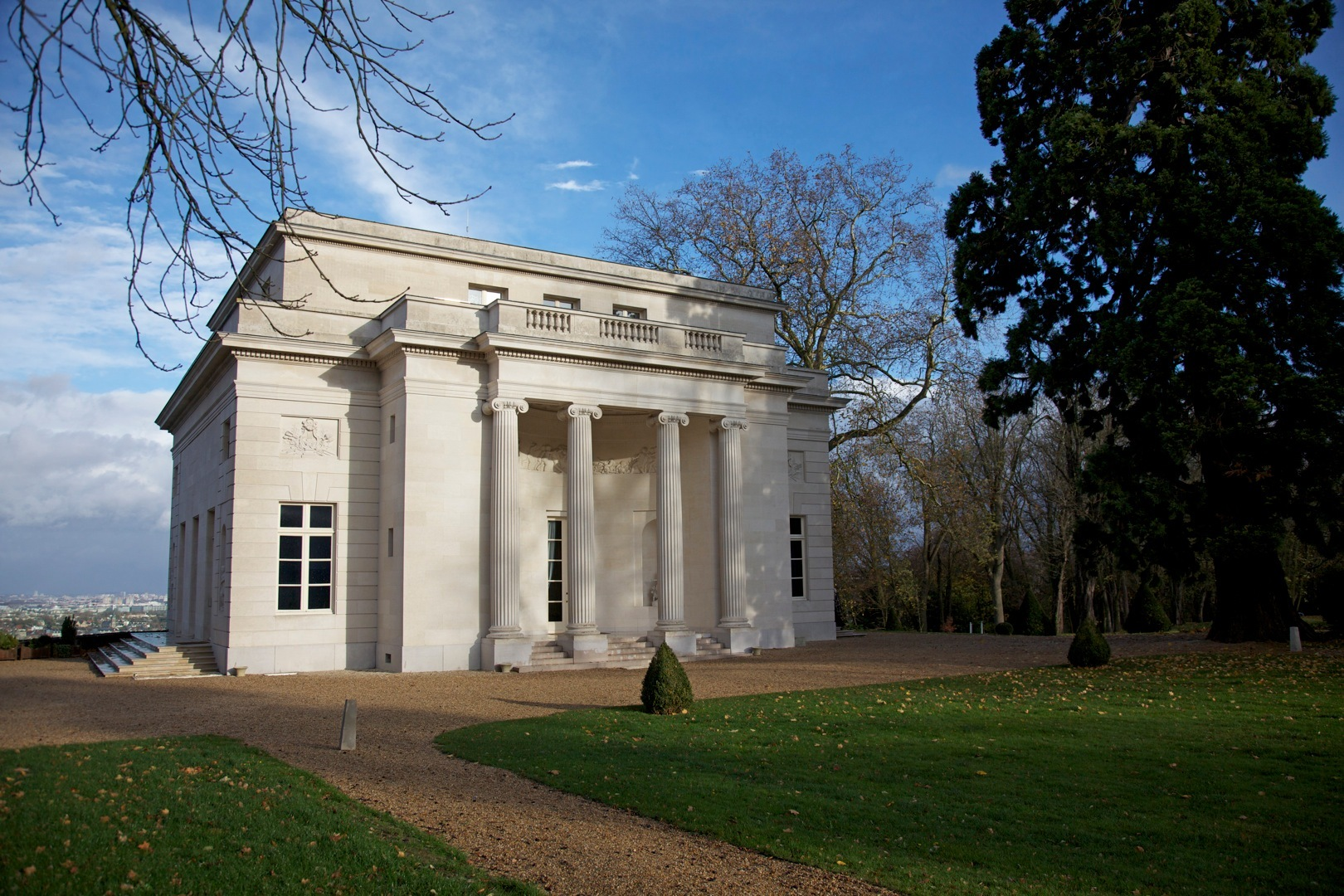
Pavillon de musique.

En 1769, Louis XV offrit le château à sa nouvelle favorite, Madame du Barry, qui y résida jusqu'en 1793. 
Celle-ci fit probablement appel à Ange-Jacques Gabriel, Premier architecte du Roi, pour agrandir et redécorer le bâtiment, qui se vit alors adjoindre l’aile basse orientale, ainsi qu'un décor de boiseries sculptées qui subsiste en partie.
De surcroît, pour Madame du Barry, le château présentait l'inconvénient de ne pas avoir de vue sur la Seine et de ne pas comporter assez de pièces de réception; aussi, elle confia à l'architecte Claude-Nicolas Ledoux la construction, à l'aplomb de la vallée de la Seine, d'un pavillon qui ne comprenne que des pièces de réception, le pavillon de musique.
Des deux petits temples situés dans le parc, le temple ionique date sans doute de cette époque. Il est parfois attribué sans preuve à Claude-Nicolas Ledoux ou encore à Richard Mique.

#### VénusouDiane au bain

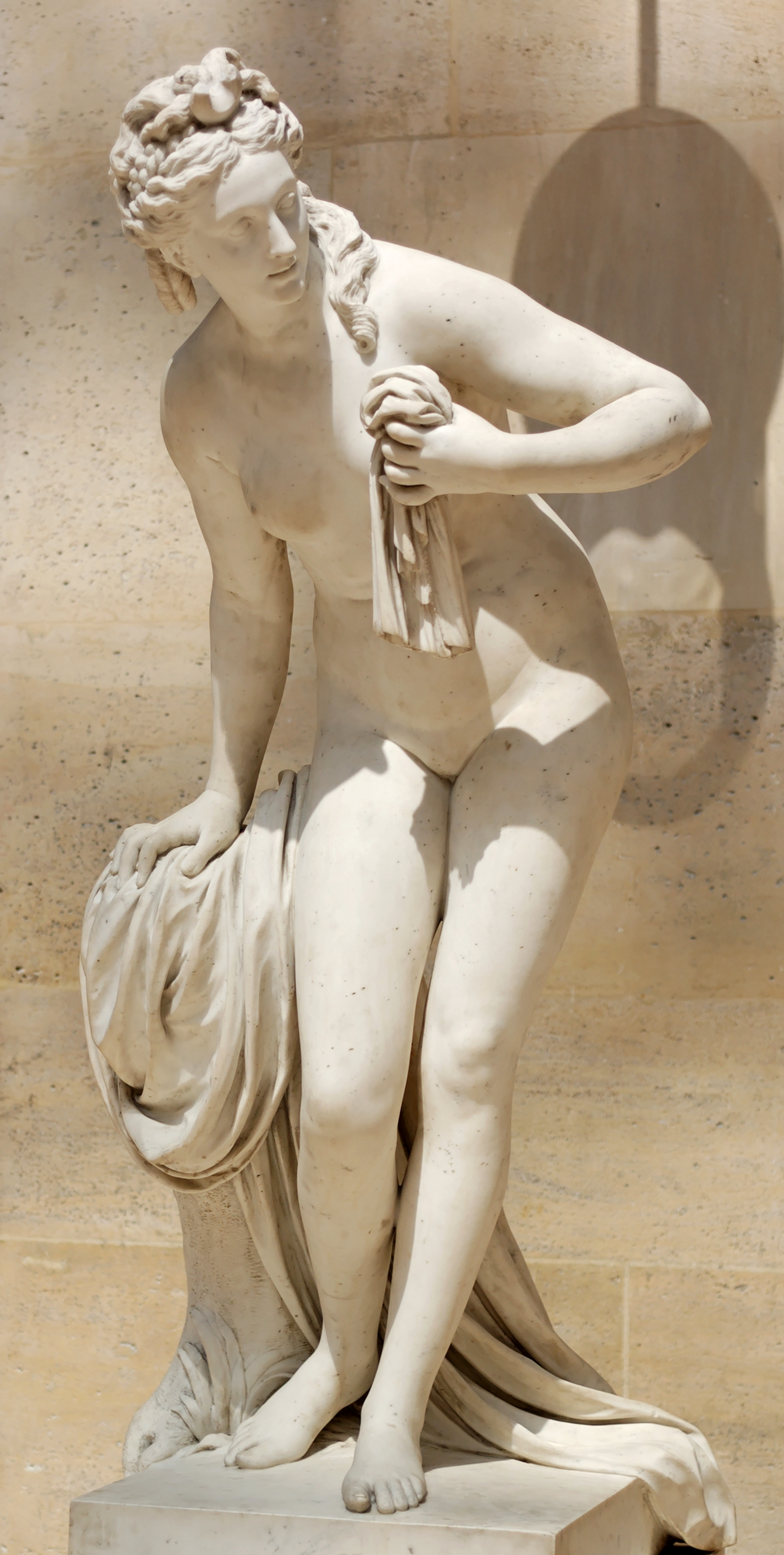
Vénus ou Diane au bain (1778), Paris, musée du Louvre.

En 1755, le marquis de Marigny, directeur des Bâtiments du roi, passe commande à Christophe-Gabriel Allegrain d'une Vénus pour le château de Choisy. L'esquisse en terre-cuite est présentée au salon de 1757, mais n'est guère remarquée. 
En 1767, le grand marbre est achevé et exposé dans l'atelier du sculpteur. La même année, il est présenté au Salon, et reçoit des éloges, notamment de Denis Diderot dont le commentaire est resté célèbre : « Belle, belle, sublime figure ; ils disent même la plus belle, la plus parfaite figure que les modernes aient faite […] Les belles épaules, qu'elles sont belles, comme ce dos est potelé, quelle forme de bras, quelles précieuses, quelles miraculeuses vérités de nature dans toutes ces parties ». 
L'œuvre est ainsi unanimement appréciée malgré la mauvaise qualité du marbre fourni au sculpteur, souffrant de plusieurs veines bleuâtres. Il s'agit de la première commande importante passée au sculpteur, et Diderot avouera dans une lettre de mai 1768 au sculpteur Falconet : « Eh bien cet Allegrain dont je n'avais jamais entendu parler, vient de faire une Vénus au bain qui fait l'admiration, même des maîtres de l'art ». Allegrain s'est sensiblement inspiré d'un petit bronze du sculpteur maniériste Jean de Bologne, Baigneuse posant le pied sur un vase de parfum (plusieurs exemplaires connus), reprenant la ligne sinueuse du corps, les épaules tombantes, la poitrine haute et menue, et la coiffure composée de nattes sophistiquées. 
L'œuvre a intrigué les contemporains par sa pose sensuelle, se penchant en avant, avec une inclinaison délicate de la tête, qui a d'ailleurs nécessité de laisser un pont derrière la nuque pour renforcer la sculpture. Le visage est animé d'un discret sourire et d'un plissement à l'œil gauche, sollicitant la complicité du spectateur. On note le naturalisme du corps, les chairs pleines, laissant apparaître des bourrelets et plis sur le ventre, les hanches, et le creux du bras, si admirés par Diderot. 
La sculpture est acquise par Louis XV qui l'offre en 1772 à sa favorite madame du Barry, qui l'installe alors dans le parc du château de Louveciennes.
À l'extrême fin du XVIIIe siècle, une partie du mobilier du château fut apporté au château de Stors à L'Isle-Adam, domaine qui, compris dans la liste civile du roi et classé bien national, fut vidé puis vendu à l'avocat Isaac Ardant, riche commissionnaire des guerres proche de Masséna et de Napoléon Bonaparte premier consul, qui aurait été maître des requêtes au Conseil d'État.

### XIXesiècle
En 1852, le domaine fut agrandi jusqu'à la Seine, mais divisé en deux lots :
- le premier lot, comprenant le château, fut acquis par le banquier Salomon Goldschmidt. En 1898, les héritiers firent construire par l'architecte Henri Goury, l'entrée de style Louis XV, flanquée de deux pavillons, située no 6 chemin de la Machine. Le même architecte construisit également les écuries ;
- le second lot comprenait le pavillon de musique de Claude Nicolas Ledoux et deux entrées.

Des deux petits temples situés dans le parc, le temple dorique a été édifié par Henri Goury à la fin du XIXe siècle.
Le peintre impressionniste Alfred Sisley représente l'enceinte du château sur Le Chemin de la Machine, Louveciennes, une toile qu'il peint en 1873, puis plus en détail et sous la neige dans Neige sur la route de Louveciennes en 1874.

### XXesiècle
Dans les années 1980, le château, comme ceux de Rosny-sur-Seine et de Millemont fut acquis en vue d'une exploitation commerciale par un couple étranger, Kiiko Nakahara et Jean-Paul Renoir (de son vrai nom Jean-Claude Perez-Vanneste), via une société japonaise du père de Mme Nakahara, M. Hideki Yokoi, appelée Nippon Sangyoo,. Le couple dispersa tout le mobilier, et laissa la résidence, achetée 30 millions de francs, à l'abandon. Squatté, le château subit diverses dégradations et, en 1994, une tentative d'enlèvement de boiseries et d'une cheminée fut déjouée de justesse par la police,. Le propriétaire japonais a alors remis la propriété en vente. Celle-ci a été rachetée par la Famille Goldschmidt qui l'a soigneusement restaurée.

## Description

### Le parc
Le parc a connu plusieurs réaménagements : après avoir créé plusieurs pavillons, en 1769, la comtesse du Barry le transforme en jardin à l'anglaise, en 1781 ; au XIXe siècle, Pierre Lafitte effectue également des travaux.

## Lieu de tournage
Des séquences ont été tournées au château dans le cadre de l'émission Secrets d'histoire consacrée à Madame du Barry, intitulée La Du Barry : coup de foudre à Versailles, diffusée le 15 novembre 2016 sur France 2.